# Ylva Ceder
Ylva Ceder, född 1976 i Lund, är en svensk konstnär, baserad i Stockholm. Hon är utbildad vid Konstfack i Stockholm och vid Moholy-Nagy Művészeti Egyetem i Budapest. Ceder har ställt ut i bland annat New York, Baltimore och Palm Springs, liksom runt om i Sverige. Hon är representerad i ett antal samlingar, bland annat Malmö konstmuseum.